# Apisa metarctiodes
Apisa metarctiodes är en fjärilsart som beskrevs av George Francis Hampson 1907. Apisa metarctiodes ingår i släktet Apisa och familjen björnspinnare. Inga underarter finns listade i Catalogue of Life.